# Izumi (provincia)

Mappa delle province giapponesi con la provincia di Izumi evidenziata.

Izumi, scritta ufficialmente Izumi no Kuni (giapponese: 和泉国), fu una provincia del Giappone, che oggi corrisponde alla parte sud-occidentale della prefettura di Osaka (esclusa la città di Osaka).
La vecchia capitale corrisponde probabilmente all'attuale sobborgo di Izumi. Era dotata di un grande porto ed era un possedimento del governatore del castello di Osaka e della provincia di Settsu.